# Косівщинська сільська рада
Косівщинська сільська́ ра́да — колишній орган місцевого самоврядування в Сумському районі Сумської області. Адміністративний центр — село Косівщина.

## Загальні відомості
- Населення ради: 3 085 осіб (станом на 2001 рік)

## Населені пункти
Сільській раді були підпорядковані населені пункти:
- с. Косівщина
- с. Закумське
- с. Кононенкове
- с. Малі Вільми
- с. Надточієве
- с. Солідарне
- с. Чернецьке

## Склад ради
Рада складалася з 20 депутатів та голови.
- Голова ради: Малафійчук Василь Петрович
- Секретар ради: Степаненко Наталія Петрівна

### Керівний склад попередніх скликань
| Прізвище, ім'я, по батькові  | Основні відомості                                                 | Дата обрання | Дата звільнення |
| ---------------------------- | ----------------------------------------------------------------- | ------------ | --------------- |
| Громова Світлана Андріївна   | Сільський голова, 1955 року народження, позапартійна              | 26.03.2006   | 31.10.2010      |
| Проскочило Андрій Григорович | Сільський голова, 1967 року народження, освіта вища, безпартійний | 31.10.2010   | 14.11.2013      |
| Малафійчук Василь Петрович   | Сільський голова, 1959 року народження, освіта вища, безпартійний | 25.05.2014   |                 |

Примітка: таблиця складена за даними сайту Верховної Ради України